# Correspondentieschaak

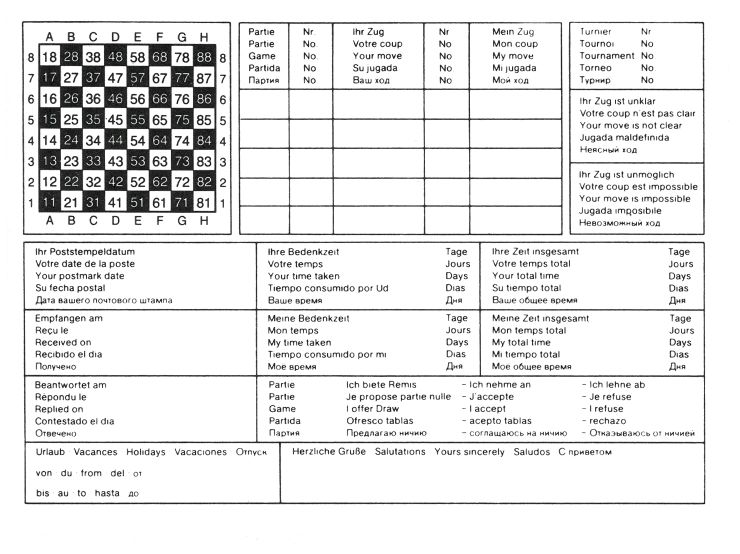
Briefkaart voor internationale correspondentieschaak

Correspondentieschaak is een variant op het schaakspel waarbij de spelers elk op hun eigen plaats en tijd spelen en elkaar de zetten toesturen. Dat ging vroeger per post, maar tegenwoordig voornamelijk per e-mail of via websites.
Bij correspondentieschaak kan men heel lang over een zet nadenken, zelfs een aantal dagen, waardoor er veel minder fouten worden gemaakt. En natuurlijk kan men ongestraft met de stukken schuiven, andere personen raadplegen, een computer gebruiken, dingen die bij een normaal toernooi verboden zijn.

## Algemeen
De Nederlandse Bond van Correspondentieschakers (NBC) organiseert het Nederlandse kampioenschap correspondentieschaak, het veteranentoernooi, het thematoernooi en er worden ook internationale teamwedstrijden gehouden. Het verenigingsorgaan Schaakschakeringen verschijnt zes keer per jaar. De NBC is aangesloten bij de International Correspondence Chess Federation (ICCF), die onder andere het wereldkampioenschap correspondentieschaak en het kampioenschap van Europa organiseert. Daarnaast schrijft ze ook grootmeestertoernooien uit en begeleidt ze thema- en herdenkingstoernooien.

## Geschiedenis
De eerste sporen van correspondentieschaak in Nederland dateren uit de 18e eeuw. 's Werelds oudste correspondentiepartij waarvan de zetten bekend zijn dateert uit 1804, toen Friedrich Wilhelm Mauvillon, een luitenant-kolonel van het Nederlandse leger in Den Haag (en ook een student was van Elias Stein), een drietal partijen speelde tegen een van zijn officieren in Breda. Die partijen werden overigens genadeloos bekritiseerd door Van der Linde. Hierbij de eerste van deze drie partijen (onbekend is wie met welke kleur speelde):
1. e2-e4 e7-e5
2. d2-d4 Dd8-Df6
3. d4-d5 Lf8-c5
4. Pg1-h3 d7-d6
5. f2-f3 Lc8×h3
6. gxh3 c7-c6
7. c2-c4 a7-a5
8. Pb1-c3 Pb8-a6
9. a2-a3 h7-h6
10. Dd1-d3 Lc5-d4
11. Pc3-a4 Pg8-e7
12. Lc1-d2 Pa4-Pc5
13. Pa4×c5 Ld4×c5
14. Ld2-e3 Lc5×e3
15. Dd3-e3 c6-c5
16. De3-b3 0-0
17. Db3-e3 Pe7-g6
18. Th1-g1 Pg6-f4
19. 0-0-0 Pf4-g6
20. Td1-d2 Df6-f4
21. De3-f2 h6-h5
22. Kc1-b1 Pg6-h4
23. Df2-g3 g7-g6
24. Td2-d3 a5-a4
25. Lf1-e2 Kg8-h7
26. Kb1-a2 Tf8-b8
27. Tg8-b1 b7-b5
28. c4×b5 Tb8×b5
29. Le2-d1 Tb5-b6
30. b2-b3 a4×b3†
31. Ld1×b3 Ta8-b8
32. Dg3×f4 e5×f4
33. Lb3-c2 Ph4-g2
34. Td3-b3 Tb6×b3
35. Tb1×b3 Tb8×b3
36. Ka2×b3 Pg2-e1
37. Lc2-d1 Pe1-d3
38. h3-h4 Kh7-g7
39. Kb3-c3 Pd3-e5
40. a2-a4 Pe5-d7
41. a4-a5 Pd7-b8
42. Kc3-c4 Pb8-a6
43. Kc4-b5 Pa6-b4
44. e4-e5 Pb4×d5
45. e5×d6 Pd5-c3†
46. Kb5×c5 Pc3×d1
47. d6-d7 1-0

In de eerste nationale schaakwedstrijd van Nederland, in 1858 te Nijmegen gehouden, werd bepaald dat de afgebroken partijen per correspondentie moesten worden uitgespeeld.
Na de oprichting van de Nederlandse Schaakbond (later: KNSB) in 1873 duurde het echter nog tot 1899 voordat een correspondentieschaaktoernooi werd georganiseerd. Andere toernooien volgden, vanaf 1927 werden er continu nieuwe groepen gestart en in 1934 werd het eerste Nederlandse kampioenschap georganiseerd met als winnaar de heer T. ten Kate.
In de loop van de jaren zestig van de 20e eeuw ontstond er bij een aantal sterke Nederlandse schakers een steeds grotere ontevredenheid over de manier waarop de nationale organisatoren van de KNSB hun internationale belangen behartigden. Het gevolg hiervan was ten slotte de oprichting van de Nederlandse Bond van Correspondentieschakers (NBC) op 19 november 1966 in Arnhem.
Sinds het einde van de 20e eeuw staat het correspondentieschaak onder toenemende druk van spelbederf door de proliferatie van naslagwerken, schaakdatabases, hulp via internet en analyse met sterke schaaksoftware. Correspondentieschakers kunnen de schaakopeningen en varianten op hun gemak uitpluizen. Met de opkomst van de schaakcomputer is het karakter van correspondentieschaak veranderd. Het gebruik ervan is toegestaan door de ICCF. Sinds de komst van de schaakcomputers is de animo voor het correspondentieschaak dan ook drastisch afgenomen.

## Spelregels

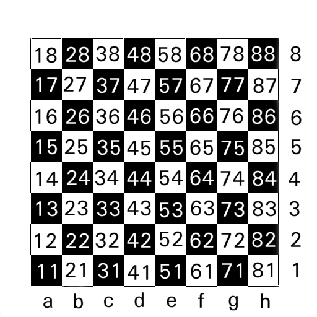
Notatiewijze van correspondentieschaak

De notatie van de zetten in correspondentieschaak wijkt af van de notatie in het gewone schaak. De kolommen worden niet met de letters a t/m h aangeduid, maar net als de rijen genummerd van 1 t/m 8; veld a1 wordt 11, veld a8 wordt 18, veld b1 wordt 21, veld b8 28 enz. De IFCC heeft dit systeem overgenomen van Johann Friedrich Wilhelm Koch, die dit systeem voorstelde in zijn Elementarbuch der Schachspielkunst (1828). Er zijn speciale briefkaarten voor de verzending van de zetten, maar ze kunnen ook per brief verstuurd worden. Er is geen maximum aan het aantal te spelen partijen verbonden.
De bedenktijd bedraagt maximaal drie dagen na poststempel; een binnenlandse partij is in een paar maanden afgelopen, maar een partij tegen een schaker uit Rusland kan jaren duren, waarbij de portokosten tientallen euro's kunnen bedragen.
De spelers zijn ingedeeld in klassen: open klasse, hoofdklasse, meesterklasse en kampioensgroep. Promotie volgt na het winnen van een kwalificatiegroep.

## Varianten
Telefoonschaak is ook een vorm van correspondentieschaak, maar deze vorm wordt door het toenemende aantal computers bijna niet meer gespeeld.
Giroschaak was een variant waarbij men de overschrijvingskaarten en portvrije enveloppen van de Postbank gebruikte om telkens een klein bedrag over te maken naar de tegenstander onder vermelding van de zet. Hierdoor werden portokosten bespaard.